# Documents
Pour l’article homonyme, voir document.

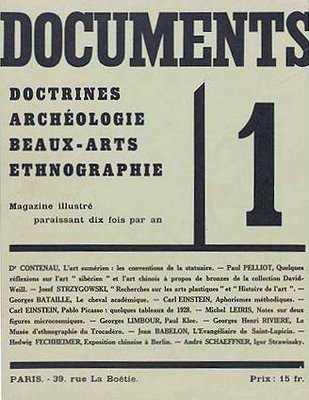
Documents no 1, 1929

Documents est une revue française ayant donné lieu  à 15 numéros entre avril 1929 et janvier 1931. Elle apparaît cependant rétrospectivement comme un bouillon de culture où s'exprimait alors une mouvance intellectuelle opposée à l'idéalisme et à l'esthétisme de l'époque, en rupture notamment avec le surréalisme. La revue était animée par Georges Henri Rivière, Georges Bataille, qui avait le titre de « secrétaire général », et Carl Einstein qui en était le directeur. « C'est Georges Bataille qui a proposé le titre de la revue. »
Il existe une réédition en fac-similé de la revue (en deux tomes), éditée par les éditions Jean-Michel Place (1991), précédée d'une étude de Denis Hollier intitulée  « La valeur d'usage de l'impossible ».

## Projet initial et opposition au surréalisme
Le premier numéro est daté d'avril 1929. Documents porte en sous-titre les mentions « Doctrines, archéologie, beaux-arts, ethnographie » et se présente comme un « magazine illustré paraissant dix fois par an ».
L'idée de la revue est née de la rencontre entre Georges Bataille et Pierre d'Espezel au Cabinet des médailles de la Bibliothèque nationale de France, où ils travaillaient alors tous deux. Georges Bataille était alors reconnu comme un numismate prometteur et Pierre d'Espezel dirigeait plusieurs revues à caractère spécialisé. Il connaissait à ce titre Georges Wildenstein, un marchand de tableaux anciens, qui dirige alors la Gazette des beaux-arts et financera Documents.
Le comité de rédaction est d'une composition très bigarrée, recouvrant plusieurs cercles qui en fait ne se rencontrent guère. Celui de la Bibliothèque Nationale est constitué, outre Georges Bataille, par Pierre d'Espezel, Jean Babelon, tous deux conservateurs au Cabinet des monnaies et médailles de la Bibliothèque Nationale et ex-directeurs de la revue d'art et archéologie Aréthuse (dans laquelle Bataille publia sept articles de numismatique, entre 1926 et 1929), Arnaud Dandieu, fondateur avec Robert Aron du groupe Ordre nouveau. Deuxième cercle, celui des ethnologues, attachés pour la plupart au Musée d'ethnographie du Trocadéro (qui deviendra en 1937 le Musée de l'Homme et dont Georges Wildenstein, le propriétaire de Documents sera l'un des mécènes) : Paul Rivet, Georges Henri Rivière, André Schaeffner, Maurice Leenhardt, Marcel Griaule, qui allait conduire la célèbre mission Dakar-Djibouti de mai 1931 à février 1933, et devait assurer en 1929, à son retour d'Éthiopie, le secrétariat de rédaction de la revue, confié, en attendant, à Georges Limbour, puis à Michel Leiris. Dernier cercle, celui des historiens, des critiques d'art ou des écrivains qui rendent compte du travail des peintres : Carl Einstein, Roger Vitrac (Gaston-Louis Roux), Michel Leiris (Giacometti), Roger Gilbert-Lecomte (Sima), Jacques Prévert (Picasso), Georges Ribemont-Dessaignes (Chirico), et d'autres, parmi lesquels certains « transfuges » du surréalisme comme Robert Desnos, Jacques Baron. Se joignent aussi des artistes, amis de Bataille, comme André Masson, le photographe Jacques-André Boiffard ou le diplomate et poète Jean Bourdeillette.
Comme souvent dans la vie des revues, ses dirigeants n'atteindront pas leur programme de publication et Documents ne connaîtra que quinze numéros. La revue cesse son existence en avril-mai 1931 et ne semble avoir reçu qu'un faible écho public. Quoi qu'il en soit, il s'agit là de la première entreprise de Bataille comme animateur de revues. En effet, Bataille a toute sa vie manifesté un souci majeur de la « communauté », au sens d'une « communauté négative », « communauté inavouable », précisera Maurice Blanchot ; et outre ses articles publiés dans de très nombreuses revues (Aréthuse, Minotaure, La Critique Sociale, les Cahiers d'art, Verve, Mesures, Troisième Convoi, Le Voyage en Grèce, Combat, Botteghe Oscure, Labyrinthe, etc.), les trois grandes revues qu'il a animées sont Documents, Acéphale (1936-1939) et Critique (à partir de 1946). Très vite, sous l'impulsion de Bataille, la revue Documents a pris une tournure farouchement iconoclaste, qui ressort de ce que Michel Leiris a nommé « l'aventure Documents », utilisée « comme machine de guerre contre les idées reçues », et que Bataille, cet « homme de l'Impossible », « fit [...] en le défaisant ». Mais finalement, comme le résume Dominique Lecoq, « Documents a vécu et péri de la superposition de plusieurs discours, irréductibles les uns aux autres, qui opéraient une traversée scandaleuse des savoirs. »
Toutefois, dans son principe, la communauté constituée par cette association de discours et d'hommes différents se sépare radicalement du groupe surréaliste, organiquement lié à la personne d'André Breton, en ce qu'elle aura permis à chacun de ses membres une pleine, et libre, expression et souveraineté ; et de fait, Bataille fera très largement de Documents « une machine de guerre anti-surréaliste », selon l'expression de Michel Surya. « Les surréalistes savaient qu'ils ne pouvaient être authentiquement Rimbaud, et ils étaient en eux-mêmes certains d'être aussi loin de la révolution que de Rimbaud », écrira Bataille en 1951, stigmatisant ainsi l'échec de la révolution surréaliste. De fait, le premier Manifeste du surréalisme (1924) laisse Bataille indifférent, mais les « excommunications » et les attaques de Breton contre les dissidents surréalistes, dans le second discours critique et théorique de 1929, avivent l'antagonisme entre les deux hommes, Breton voyant en Bataille un rival : un effet si le premier est le grand rassembleur de l'époque, le second commence à manifester son désir de créer une communauté. Les injures fleurissent : aux mots d'« obsédé » et de « philosophe excrément » émanant de Breton, Bataille répond par ceux de « lion châtré », « vieille vessie religieuse », « vieux bénisseur surréaliste », développant son opposition dans deux textes non publiés de son vivant, mais pouvant être considérés comme achevés : La valeur d'usage de D.A.F. de Sade et La « vieille taupe » et le préfixe “sur” dans les mots “surhomme” et “surréaliste”. Dans ce dernier texte, il critique un idéalisme asservissant, définit l'entreprise surréaliste comme « une révolution icarienne châtrée », et ses membres lui apparaissent comme des « emmerdeurs idéalistes » C'est l'époque du pamphlet très virulent intitulé Un Cadavre, paru le 15 janvier 1930 et dans lequel culmine la férocité des propos à l'égard du héraut surréaliste, Bataille écrivant : « Ci-gît le bœuf Breton, le vieil esthète, faux révolutionnaire à tête de Christ ».
La polémique dépasse les personnes, car « au-delà de l'anecdotique et des épanchements de phraséologie insultante, elle éclaire les enjeux de la pensée et de l'art de toute une génération », alors même qu'il existe des alternatives au surréalisme : le groupe, constitué en 1924, et la revue marxiste Philosophies de Pierre Morhange, Henri Lefebvre et Georges Politzer, Le Grand Jeu apparu en 1928 autour de René Daumal, Roger Gilbert-Lecomte, la revue Chantiers, animée de 1928 à 1930 par Joë Bousquet, François-Paul Alibert, Ferdinand Alquié, Claude-Louis Estève et René Nelli, le groupe Cercle et Carré, association fondée en 1929 par Joaquín Torres García et Michel Seuphor, le groupe Ordre nouveau, avec Robert Aron et Arnaud Dandieu, la revue Bifur, animée par Georges Ribemont-Dessaignes, dissident surréaliste, signataire du pamphlet Un Cadavre et de trois articles dans Documents. Mais c'est bien l'ensemble des personnes groupées autour de Georges Bataille qui représente l'opposition la plus vigoureuse au surréalisme. De fait, la plupart des signataires d'Un Cadavre sont des dissidents du groupe d'André Breton et collaborent à la revue Documents : Georges Ribemont-Dessaignes, Roger Vitrac, Michel Leiris, Georges Limbour, Robert Desnos, Max Morise, Jacques Baron, Jacques Prévert, Raymond Queneau, Alejo Carpentier, Jacques-André Boiffard. À cette époque, Bataille est pratiquement inconnu, et n'a écrit que très peu de choses, et pour la plupart, mis à part ses premiers articles de numismatique, des textes non publiés ou clandestins, comme Histoire de l'œil, mais l'apparition de la revue Documents va contribuer à le faire apparaître sur la scène intellectuelle et littéraire.
Pour les trois créateurs de la revue, son titre avait valeur programmatique. Il avait été proposé par Georges Bataille lui-même, mais d'emblée celui-ci le détourna dans un sens que n'avaient pas prévu les deux autres initiateurs du projet. À l'origine, la présence de membres de l’Institut, de conservateurs de musées et de bibliothèques, d’historiens de l’art dans le comité de rédaction, pouvait laisser penser que Documents serait clairement une revue scientifique, avec tout le sérieux que cela implique. Dans son introduction à la réédition de Documents Denis Hollier donne un écho des divergences qui séparaient les trois fondateurs. En effet, dès avril 1929 (la revue n'a encore publié qu'un seul numéro), Pierre d'Espezel écrit à Bataille : « Le titre que vous avez choisi pour cette revue n'est guère justifié qu'en ce sens qu'il nous donne des "Documents" sur votre état d'esprit. C'est beaucoup, mais ce n'est pas tout à fait assez. Il faut vraiment revenir à l'esprit qui nous a inspiré le premier projet de cette revue, quand nous en avons parlé à M. Wildenstein, vous et moi. » Bataille n'en tiendra aucun compte.
Cette notion de « document » que Bataille tenait sans doute de sa formation à l'École des chartes lui a permis de donner à la revue un ton nouveau ; tous les éléments apportés contribuent à la réflexion et aux rapprochements inattendus : des photographies parfois saisissantes, des pages de carnets de croquis (Ingres, Delacroix, Seurat), des reproductions de tableaux de l'époque (Picasso, Matisse, Gaston-Louis Roux, etc.) et surtout beaucoup de témoignages et de photographies de type ethnographique ou anthropologique.

## Thèmes de la revue
Alors que les deux autres initiateurs de Documents visaient sans doute à créer une revue spécialisée et plutôt conventionnelle, Bataille en fait un instrument au service des préoccupations qu'il continuera à développer tout au long de sa vie. C'est ainsi que les quinze numéros de Documents fourmillent de thèmes qui irriguent également toute l'œuvre de Georges Bataille. Pour lui, l'image, le document, les rapprochements inattendus entre documents, entre les idées font partie de sa méthode d'écriture. Les premiers numéros sont modérés, même si le texte publicitaire de lancement annonce son souci d’éclectisme et d'originalité : « Les œuvres d’art les plus irritantes, non encore classées, et certaines productions hétéroclites, négligées jusqu’ici, seront l’objet d’études aussi rigoureuses, aussi scientifiques que celles des archéologues [...] On envisage ici, en général, les faits les plus inquiétants, ceux dont les conséquences ne sont pas encore définies. Dans ces diverses investigations, le caractère parfois absurde des résultats ou des méthodes, loin d'être dissimulé, comme il arrive toujours conformément aux règles de la bienséance, sera délibérément souligné, aussi bien par haine de la platitude que par humour. » À travers ce programme à la fois « scientifique » et hérétique, l'hétérodoxie est donc proclamée, ainsi que le refus du système, et sous l'impulsion de Bataille, c'est bien l'irritant, l'hétéroclite, voire l'inquiétant, qui vont peu à peu diriger l'esprit de la revue.
L'une des originalités de cette revue est de mêler l'ethnographie et les créations de l'avant-garde afin de créer un dialogue inédit entre artistes et écrivains, penseurs, historiens de l'art, ethnologues. Les thématiques sont très variées et parfois iconoclastes, allant de l'étude des peintures pariétales à la peinture contemporaine (Pablo Picasso, Salvador Dalí, Paul Klee, André Masson, Joan Miró, etc.), en passant par l'art sibérien, les arts dits primitifs en général, dans une optique privilégiant « l'ethnologie de l'art », l'ethnographie, la musicologie, le jazz, la poterie, explorant aussi des territoires inattendus tels que le music-hall, les dessins d'enfants, la bande-dessinée, les abattoirs, etc. 

### Une esthétique de l'informe
De manière originale, voire inédite, Bataille et ses collaborateurs mettent en place ce que Denis Hollier a nommé, en reprenant et associant deux mots ou idées clés de Bataille, une « valeur d'usage de l'impossible », dans « une opposition au point de vue esthétique [...] impliquée dans le titre lui-même. » La revue reprend très largement cette opposition, introduite par Karl Marx, entre la valeur d'usage et la valeur d'échange, dans une critique de la marchandise qui rallie ethnographes et surréalistes dissidents, et dans une opposition à la décontextualisation du formalisme moderniste qui, dans ces années vingt, connaît une grande vogue. Opérant une véritable « désublimation de l'art », selon l'expression de Vincent Teixeira, les ethnographes de Documents s'en prennent donc à la réduction des créations humaines à leurs propriétés formelles ou esthétiques, et au refoulement de leur valeur d'usage, comme s'ils voulaient « déjouer l'alternative qui veut qu'on se serve d'un outil et qu'on regarde un tableau. » Michel Leiris écrit : « Il manquait encore en France un livre qui présentât au grand public un choix de documents purement ethnographiques et non pas simplement une série d'œuvres d'art. »
Dès le second numéro, Bataille et Leiris (qui avait commencé dans le numéro 3 de La Révolution surréaliste, en 1925, un glossaire : « Glossaire j'y serre mes gloses »), élaborent une rubrique régulière intitulée « Dictionnaire critique », à laquelle participent également, au fil des numéros, Robert Desnos, Marcel Griaule et Jacques Baron. Il s'agit surtout de soustraire les mots aux définitions figées, abstraites ou essentialistes dans le dictionnaire, et de les rendre aux « irrégularités du langage », selon l'expression de Philippe Sollers, à leurs aspects « concrets », leur « valeur d'usage ». L'article « Informe » (Documents, décembre 1929, no 7), un des plus courts de la revue, en est la « véritable clé de voûte », car Bataille y « expose de manière presque théorique, mais aussi ludique, le point nodal de la critique des “formes” culturelles de signification, et éclaire de façon générale les enjeux esthétiques » de sa pensée : « un dictionnaire, écrit-il, commencerait à partir du moment où il ne donnerait plus le sens mais les besognes des mots. »

### La «matière basse» et la «décomposition des formes»
Dans le no 6 de décembre 1929 Bataille écrit un article intitulé « Le gros orteil ». Il rappelle que l'homme se distingue du singe arboricole par les caractéristiques de son pied dont le gros orteil « s'applique au sol sur le même plan que les autres doigts ». C'est grâce à cette assise ferme qu'il bénéficie de « cette érection dont l'homme est si fier ». Et pourtant, l'homme méprise son pied : « l'homme qui a la tête légère, c’est-à-dire élevée vers le ciel et les choses du ciel, le regarde comme un crachat sous prétexte qu'il a ce pied dans la boue. » Suit un développement sur le pied humain « soumis à des supplices grotesques qui le rendent difforme et rachitique ». Déplaçant les critères de beauté et de goût vers ceux du désir et de l'intensité, Bataille excite « la rage de voir » la vie humaine dans « un mouvement de va-et-vient de l'ordure à l'idéal et de l'idéal à l'ordure » : 

« Le sens de cet article repose dans une insistance à mettre en cause directement et explicitement ce qui séduit, sans tenir compte de la cuisine poétique, qui n'est en définitive qu'un détournement (la plupart des êtres humains sont naturellement débiles et ne peuvent s'abandonner à leurs instincts que dans la pénombre poétique). Un retour à la réalité n'implique aucune acceptation nouvelle, mais cela veut dire qu'on est séduit bassement, sans transposition, et jusqu'à en crier, en écarquillant les yeux : les écarquillant ainsi devant un gros orteil. »

 L'article est accompagné de trois photographies de Jacques-André Boiffard : trois gros plans de gros orteils déformés, en pleine page chacun.
On retrouve ici la thématique du « bas matérialisme », selon l'expression de Bataille, ou du « matérialisme fétichiste », comme le nomme Denis Hollier, de la matière basse qui caractérise l'homme alors que celui-ci se voudrait « la tête légère », thématique qui est une constante de l'œuvre de Georges Bataille car, selon lui, il y a une « discordance » entre les aspirations humaines et cette matière basse ou honteuse dont il est composé. Selon ce regard, Bataille, par le biais de ce qu'il nomme « hétérogénéité », opposant les notions d'« homogène » et d'« hétérogène », vise notamment à rabaisser « l'élévation icarienne » qui caractérise à ses yeux le surréalisme, qu'il considère comme trop idéaliste, transformant la bassesse en grandeur, l'irrationnel en poésie ; mais Bataille oppose à ce « jeu des transpositions » métaphoriques et à l'eschatologie en général un désir de semer le trouble, une violente exhibition de la scatologie, de formes concrètes inquiétantes, un retour à l'animalité, à l'activité souterraine de « la taupe ». C'est ainsi qu'il privilégie « les écarts », le monstrueux, une tératologie dans toutes ses manifestations, artistiques, humaines, naturelles, car il estime que la beauté n'est pas du côté des exceptions, mais de la norme : il écrit dans « Les écarts de la nature » que « la beauté serait à la merci d'une définition aussi classique que celle de la commune mesure ». Sur ce point, Denis Hollier souligne un certain clivage entre les ethnographes, qui « écartent la beauté parce qu'ils la jugent statistiquement monstrueuse » et les anti-esthètes, en premier lieu Bataille, qui « privilégie le monstrueux parce qu'il le juge esthétiquement laid. [...] Aussi est-ce précisément autour du concept d'écart que l'écart le plus grand se dessine entre les deux tendances motrices de Documents, les ethnographes et les anti-esthètes. »
Les « écarts » voulus par Bataille transparaissent évidemment dans sa vision de la peinture et de l'art en général, observant en particulier dans les œuvres de Miró, Dalí et surtout Picasso (qu'il évoque dans « Soleil pourri », article d'inspiration à la fois mythologique et esthétique, publié dans le numéro spécial de Documents, 1930, no 3, « Hommage à Picasso »), une véritable « décomposition des formes ». Comme il « refuse l'alchimie poétique qui fait de l'or avec la boue », il considère que cette « “peinture pourrie” fait grimacer la figure humaine » et excite la rage. Il écrit par exemple, dans « Le Jeu lugubre » (titre d'un tableau de Dalí) : « Si les formes réunies par un peintre sur une toile n'avaient pas de répercussion, si par exemple, puisqu'on parle de voracité - même dans l'ordre intellectuel - des ombres horribles qui se choquent dans la tête, des mâchoires aux dents hideuses n'étaient pas sorties du crâne de Picasso pour faire peur à ceux qui ont encore le front de penser honnêtement, la peinture serait bonne tout au plus à distraire les gens de leur rage, au même titre que les bars ou les films américains. [...] Mais pourquoi hésiter à écrire que quand Picasso peint, la dislocation des formes entraîne celle de la pensée, c'est-à-dire que le mouvement intellectuel immédiat, qui dans d'autres cas aboutit à l'idée, avorte » ; et il ajoute un peu plus loin : « Je tiens ici uniquement - dussé-je, portant de cette façon l'hilarité bestiale à son comble, soulever le cœur de Dali - pousser moi-même des cris de porc devant ses toiles. ». 
C'est pourquoi Bataille, ainsi que les autres contributeurs de la revue, s'oppose au marché de l'art, à la commercialisation grandissante de l'avant-garde artistique : « On entre chez le marchand de tableaux comme on entre chez le pharmacien, en quête de remèdes bien présentés pour des maladies avouables », alors que lui-même revendique l'inavouable, les désirs et les obsessions du fétichiste. Ces provocations iconoclastes et cette dimension hétérogène de l'art se retrouvent bien sûr dans un regard renouvelé porté sur la peinture plus ancienne, par exemple au sujet de Van Gogh, auquel Bataille consacre un de ses derniers articles dans Documents, « La mutilation sacrificielle et l'oreille coupée de Vincent Van Gogh », dans lequel il considère que le délire du peintre (outre l'obsession du soleil, thème majeur chez Bataille, qu'il nomme ici « maladie du tournesol ») exprime la vitalité même de la création : « les peintures de soleil de l'Homme à l'oreille coupée [...] ne deviennent intelligibles qu'à partir du moment où elles sont regardées comme l'expression même de la personne (ou si l'on veut de la maladie) du peintre. ». Avant Michel Foucault, Jacques Derrida ou Gilles Deleuze, Bataille mêle ici un discours critique et un discours clinique. Paru dans le dernier numéro de Documents, l'article intitulé « L'esprit moderne et le jeu des transpositions » condense particulièrement l'opposition de Bataille à l'horizon borné de l'histoire de l'art, opposant et confrontant « les tableaux de l'art au tableau de la vie » : « Les œuvres des plus grands peintres modernes appartiennent si l'on veut à l'histoire de l'art, peut-être même à la période la plus brillante de cette histoire, mais il faudrait plaindre évidemment celui qui ne disposerait pas pour en vivre d'images infiniment plus obsédantes. »
Le soleil fixé et l'oreille coupée de Vincent Van Gogh sont, parmi d'autres, des exemples éloquents de ce qui intéresse avant tout Bataille dans la peinture, à savoir la découverte de « formes du symptomal », un « symptôme du voir » qu'est l'acte d'« écarquiller les yeux, jusqu'à en crier » ; et tous les textes de Bataille parus dans la revue Documents manifestent « une économie symptomale des formes », selon l'expression de Georges Didi-Huberman, Bataille parlant aussi bien de « symptôme » que de « métamorphose », « exaspération » des formes, « altération », « écart », « extravagance positive », « décomposition », etc. Documents peut ainsi se lire comme « une vaste symptomatologie des formes culturelles », une paradoxale esthétique et ontologie du symptôme, que Didi-Huberman définit « comme le lieu accidentel, inapaisable et momentané, d'un contact cependant essentiel de la ressemblance et de la dissemblance dans l'humain. »  Ainsi, tous ces documents du « symptôme dans la civilisation » convoquent un retour du refoulé dans la puissance visuelle des formes plastiques, si bien que Didi-Huberman accrédite l'idée d'« une esthétique de Georges Bataille ; mais il faut préciser qu'il s'agit, résolument, d'une esthétique du démenti de toute consolation esthétique. En bref, d'une esthétique de la mise en symptôme du champ esthétique lui-même. »

### L'anti-idéalisme
Dès « Le langage des fleurs » (Documents, 1929, no 3), au titre paradoxalement idyllique, Bataille s'attache à esquisser, selon les termes de Michel Leiris, une « philosophie agressivement anti-idéaliste ». Selon ce mode de penser foncièrement anti-esthétique, la revue montre et commente des documents anthropologiques, sans parti-pris de jugements éthiques ou esthétiques, sans « haut ni bas », si bien qu'aucun objet, aussi répugnant, insignifiant ou « informe » qu'il soit, n'est exclu. André Schaeffner écrit : « Rien ne sera exclu. Aucun objet, si informe soit-il. » Dans une tentative de renouveler l'histoire de l'art, mais également le regard porté sur l'homme en général, Georges Bataille raille les notions de forme et de ressemblance, qui gouvernent les canons de l'esthétique traditionnelle, établissant une esthétique paradoxale fondée sur « l'informe », et ce que Georges Didi-Huberman a nommé « la ressemblance informe », en opposition aux canons traditionnels basés sur une vision essentialiste, et d'inspiration thomiste, de l'homme, dans sa relation et sa ressemblance à Dieu. Selon Didi-Huberman, dans « son rapport aux images », « son savoir des images », « son jeu avec les images », Bataille met en œuvre « une contre-histoire de l'art » et une « critique de toute substantialité de l'image ». Une manière de transgresser les formes et de déchirer la ressemblance, de révéler des ressemblances à la fois cruelles et informes, déchirantes et déchirées, ce que Didi-Huberman appelle des « ressemblances transgressives » qui mettent en jeu « une nouvelle façon de penser les formes, processus contre résultats, relations labiles contre termes fixes, ouvertures concrètes contre clôtures abstraites, insubordinations matérielles contre subordinations à l'idée : or cette nouvelle façon de penser les formes était l'œuvre même des avant-gardes artistiques et théoriques pendant les années vingt, œuvre dont Georges Bataille, autant que Carl Einstein ou Michel Leiris, avait découvert et compris l'incomparable valeur de bouleversement. » Ce régime iconoclaste de l'image a des répercussions sur le regard anthropologique en général, car il aboutit à une décomposition de l'anthropomorphisme : ainsi, dans son article intitulé « Figure humaine », Bataille soutient qu'il y a des hommes, dans leur diversité et leurs « écarts », mais pas de « nature humaine », décrivant l'espèce humaine comme une « juxtaposition de monstres » - ce qu'il énoncera plus tard ainsi : « Ma conception est un anthropomorphisme déchiré ». 
L'anti-idéalisme de Bataille se traduit aussi dans les orientations de la revue. L'ethnographie y tient une place majeure mais une ethnographie qui se veut au plus près de la réalité et du matériau, une ethnographie anti-esthétique.
Cette orientation est exprimée de multiples façons : 
- C'est Carl Einstein qui rend compte de la grande exposition d'art Africain et Océanien de l'époque à la galerie du Théâtre Pigalle, organisée par Tristan Tzara et Charles Ratton, et qui déclare dès la deuxième phrase de son article : « il faut traiter cet art historiquement, et non plus seulement le considérer sous le seul point de vue du goût et de l'esthétique. »[40]
- C'est Marcel Griaule qui écrit : « les archéologues et les esthètes s'intéressent au contenant, et pas au contenu. [...] On admire la forme d'une anse, mais on se gardera bien d'étudier la position de l'homme qui boit, et de se demander pourquoi, chez de nombreux peuples, il est honteux de boire debout. » Ici « les archéologues et les esthètes » s'opposent aux ethnographes, orientation que représente l'auteur. Les ethnographes cherchent à connaître la « valeur d'usage des objets », pas à les ériger en œuvre d'art.

Cette orientation traduit une volonté de comprendre l'autre et non pas de le figer dans une essence ou une altérité esthétisante. Notons au passage que Georges Henri Rivière, qui joue un rôle primordial à côté de Bataille dans l'animation de la revue, était alors chargé du réaménagement du Musée d'ethnographie du Trocadéro et qu'il considère comme un « contresens » d'en faire un lieu où « les objets se répartiraient sous l'égide de la seule esthétique », comme il l'écrit dans un article sur ce musée, dans le premier numéro de la revue.

### «Le matériel»
Le matériel est très présent, dans tous les numéros : ce sont des photographies d'objets ethnographiques, un fragment de manuscrit de Duke Ellington, les pages de croquis de Eugène Delacroix, d'Ingres, de Seurat, ce sont les reproductions de tableaux de Pablo Picasso, Fernand Léger, André Masson, Juan Gris etc. qui semblent sortir de leurs ateliers et qui sont présentés comme des témoignages d'une œuvre en train de se faire. 
Il y a aussi de nombreuses photographies qui ne sont jamais anecdotiques mais plutôt cliniques, voire provocantes, comme celles des gros orteils par Jacques-André Boiffard, évoquées ci-dessus, ou comme ces photos d'archives dans le numéro 4 de 1929 qui illustrent l'article « Figure humaine » rédigé par Bataille, qui tient des propos d'une violence terrible sur l'apparence « hideuse » de ceux qui nous ont précédés. En l'occurrence, il montre une photographie de noces à la campagne. Cet article suit immédiatement, en contrepoint, une série de photographies sur des « sculptures archaïques des Cyclades » qui présentent des figures humaines stylisées d'une saisissante beauté. D'autres photographies, dans une alliance inédite et paradoxale, visant à susciter la surprise, l'interrogation ou le choc, constituent des « images hétérogènes », selon le vocabulaire de Bataille, ainsi celles de Éli Lotar, montrant des fleurs en gros plan, dans l'article de Bataille intitulé « Le langage des fleurs » ; ou encore d'autres photographies de Éli Lotar prises à La Villette et montrant des carcasses d'animaux découpés, pour illustrer l’article « Abattoir ».

### L'ethnographie
Les ethnologues ou muséologues de la revue, et ils sont nombreux - Marcel Griaule, Georges Henri Rivière, André Schaeffner, Maurice Leenhardt, Roger Hervé -, réclament une nouvelle conception du musée, fondée sur un retour au concret qui préfigure ce que Claude Lévi-Strauss appellera « le musée d'anthropologie ». Ayant pour ambition d'embrasser la totalité d'une civilisation, selon le principe de « fait social total » introduit par Marcel Mauss, ils critiquent une esthétique qui privilégie la forme aux dépens de l'usage : selon Marcel Griaule, l'ethnographie doit « se méfier du beau, qui est bien souvent une manifestation rare, c'est-à-dire monstrueuse, d'une civilisation ». Cette nouvelle muséologie consiste à privilégier « la valeur d'usage », contre « l'art pour l'art » et « la valeur d'échange » ; c'est ainsi qu'il conçoit le musée comme un lieu où l'humanité se déshabille (comme le bordel) : « Un musée est comme le poumon d'une grande ville : la foule afflue chaque dimanche dans le musée comme le sang [...] Le musée est le miroir colossal dans lequel l'homme se contemple enfin sous toutes les faces ». Le Musée d'ethnographie du Trocadéro, dirigé depuis 1927 par Paul Rivet, réaménagé par Georges Henri Rivière, sera d'ailleurs bientôt rebaptisé Musée de l'Homme, en 1937.
La revue Documents apparaît ainsi comme le reflet et le creuset de cette période marquée par les avant-gardes artistiques et le développement croissant de ces sciences humaines, l'archéologie, l'ethnographie, l'ethnologie, l'anthropologie et la métapsychologie, l'esprit même de la revue s'inscrivant dans un projet anthropologique global. Bataille aborde l'ethnologie et ses rapports avec l'art en mêlant interrogation philosophique et intuition poétique, anthropologie naïve ou mythologique et anthropologie savante, ethnographique, visant à une connaissance de « l'homme total ». Par le prisme de cette « rencontre avec les ethnologues », la revue s'attache à voir dans la peinture contemporaine la manière dont elle exploite toutes les ressources du dynamisme des formes, libère les possibles, les sortilèges de l'hallucination, et invente de nouvelles formes, comme le montre Car Einstein dans son article « André Masson, étude ethnologique », dans lequel il constate une crise des valeurs de l'ordre réel dans l'art contemporain marqué par « le retour de la création mythologique, le retour d'un archaïsme psychologique s'opposant à l'archaïsme des formes, purement imitatif. La peinture renonce à décrire les formes données ou les structures découvertes dans les objets. [...] On est fatigué de l'identité biologique. »